# Bungarus suzhenae
Bungarus suzhenae — вид отруйних змій родини аспідових (Elapidae). Описаний у 2021 році.

## Назва
Вид названо на честь персонажа давньокитайської «Легенди про Білу Змію» Бай Су Чжень — дівчина, на яку перетворилася Біла Змія.

## Поширення
Вид поширений у повіті Їнцзян в провінції Юньнань на півні Китаю та у штаті Качин на півночі М'янми. Знайдений на рисових полях, струмках у мусонному лісі на висоті від 800 до 1560 м. Полює на вугрів та дрібних змій.